# Elena Vesnina
Elena Vesnina, née le 1er août 1986 à Lvov (Lviv), est une joueuse de tennis russe, professionnelle depuis 2002.

## Biographie
Née en Ukraine, elle a grandi en Russie et a été formée par Jurij Vasiljevich qui fut aussi l'entraîneur de Maria Sharapova. Elle a remporté deux fois la Fed Cup : en 2007 face à l'Italie en finale, puis en 2008, face à l'Espagne.
Plus particulièrement à l'aise sur les surfaces en dur, Elena Vesnina compte à ce jour dix-neuf titres WTA en double dames, dont le prestigieux Open d'Indian Wells décroché à deux reprises, en 2008 et en 2011.

### 2006. 2 finales en double, 1/8eà l'Open d'Australie et entrée dans le Top 100 en simple
Elena Vesnina commence la saison par deux défaites à Gold Coast en qualifications et à Hobart contre Nuria Llagostera Vives (0-6, 3-6). Elle dispute en janvier son premier Grand Chelem en carrière et y fait forte impression. Profitant d'un tableau très ouvert, elle écarte la qualifiée Li Ting (6-2, 6-3) qui dispute son dernier Majeur, l'Allemande Julia Schruff (6-0, 7-5) qui gagne son premier match ici et l'Ukrainienne qualifiée et qui joue son premier Grand Chelem elle aussi Olga Savchuk (5-7, 6-2, 6-4) pour se hisser en huitièmes de finale. Elle voit néanmoins son parcours stoppé brutalement par la septième joueuse mondiale, Nadia Petrova (3-6, 1-6) qui atteindra son meilleur classement deux mois plus tard.
Entrée pour la première fois de sa carrière dans le Top 100 en simple, elle part un mois plus tard disputer le tournoi de Bangalore en Inde et si elle se fait éliminer par l'Australienne Nicole Pratt au premier tour, elle accède à sa deuxième et dernière finale en double avec Anastassia Rodionova, sortie par la championne Liezel Huber et la jeune Sania Mirza (3-6, 3-6).
Elle est sortie par Viktoria Kutuzova d'entrée à Indian Wells (2-6, 3-6) mais écarte la Française Émilie Loit (6-3, 7-6) ainsi que la onzième joueuse mondiale, Francesca Schiavone (6-2, 6-3), la plus belle performance de sa jeune carrière. Elle joue la prodige Tatiana Golovin et sort au troisième tour sur le même score.
Elle attaque la terre battue sur les mêmes bases en gagnant deux matchs contre Virginie Razzano (7-5, 3-6, 6-3) et ne laissant que trois jeux à l'Italienne Flavia Pennetta, 19e joueuse mondiale (6-2, 6-1) et déjà trois fois finaliste en ce début de saison à Amelia Island avant de se faire surprendre par la qualifiée Virginia Ruano Pascual (4-6, 6-3, 4-6). Ecartée au premier tour par sa compatriote Vera Zvonareva à Charleston (4-6, 7-5, 2-6), elle subit la vengeance de l'Italienne à Estoril au terme d'un match serré (2-6, 6-2, 6-7). Elle continue d'afficher sa forme sur ocre, sortant des qualifications à Berlin et renversant la qualifiée Karin Knapp à Strasbourg (1-6, 6-3, 7-6) avant d'écraser la locale Marion Bartoli (6-1, 6-1), n'étant battu que par une nouvelle Espagnole, Anabel Medina Garrigues (2-6, 4-6).
Elle est défaite pour son premier match Porte d'Auteuil par une autre jeune joueuse, la Chinoise Peng Shuai (2-6, 2-6). Néanmoins, elle atteint les quarts de finale du tournoi parisien en compagnie de sa compatriote Anna Chakvetadze et fera équipe avec elle pour la quasi totalité du reste des matchs de l'année. Elle atteint ensuite le deuxième tour à chacun des trois tournois sur gazon, retrouvant Virginie Razzano à Birmingham (6-3, 3-6, 6-0) et sortie par Mara Santangelo (3-6, 3-6), écartant encore Julia Schruff (6-2, 6-3) à S'Hertogenbosh et résistante contre la huitième mondiale Elena Dementieva (1-6, 6-4, 4-6). Elle gagne son premier match à Wimbledon contre Maria Sanchez Lorenzo qui joue sa dernière saison sur le circuit malgré un mauvais début de match (2-6, 6-4, 6-3), sortie par sa compatriote et coéquipière de double Anna Chakvetadze (4-6, 6-3, 3-6).
Un nouveau deuxième tour lui à San Diego, avec une victoire sur la seizième mondiale Anna-Lena Grönefeld (3-6, 6-3, 6-3) lui permet d'accéder au Top 50. Elle parvient également au deuxième tour à Forest Hills et Los Angeles et subit une contre-performance à Montreal, écartée d'entrée par Neha Uberoi, 252e (3-6, 0-6). Elle hérite d'un tirage difficile à l'US Open en la personne de Mary Pierce, finaliste l'année passée qui la sort (5-7, 1-6), la Française jouant son dernier Grand Chelem.
Elle s'envole en septembre pour l'Asie, prend sa revanche sur Emma Laine, qui fait la meilleure saison de sa carrière à Pékin (7-6, 5-7, 6-3) mais est sortie par la championne Li Na poussée par le public malgré un bon début de match (6-3, 1-6, 1-6). Elle joue sa deuxième finale de la saison en double, la seule de sa carrière avec Anna Chakvetadze en capitale chinoise, mais les deux Russes sont battues logiquement par la paire Ruano-Suárez, vainqueur de huit Grand Chelem en carrière (2-6, 4-6)  Après des performances médiocres à Guangzhou et Tashkent (sortie au deuxième tour par des joueuses hors du Top 100), elle revient en Russie à Moscou et prend sa revanche sur la Chinoise (6-2, 1-6, 7-6), profitant cette fois du public en sa faveur et livre un gros duel contre la numéro une mondiale Amélie Mauresmo, vainqueur de ses deux seuls Majeurs en carrière à l'Open d'Australie et Wimbledon cette saison là, mais est sortie (7-5, 3-6, 6-7) valeureusement par la Française. 
Elle termine la saison sur sa lancée en sortant des qualifications à Linz et profitant de l'abandon de Daniela Hantuchová (4-3 ab.) pour jouer la Serbe Jelena Janković, demi-finaliste récente à l'US Open contre qui elle cède un match serré (7-6, 4-6, 2-6).

### 2007-2008. Deux victoires en Fed Cup, 2eet 3etitres et quatre finales en double
La Russe démarre l'année par une défaite sur Anabel Medina Garrigues (1-6, 3-6) à Hobart mais prend sa revanche en finale du double en compagnie d'Elena Likhovtseva (2-6, 6-1, 6-2), avec qui elle jouera le circuit en doubles durant la première moitié de l'année pour s'adjuger son deuxième trophée en carrière. Devant défendre ses points de l'année passée à l'Open d'Australie, elle affronte pour la troisième fois en deux semaines l'Espagnole (6-7, 6-1, 6-1) mais échoue dans un match très serré au second tour contre une autre Méditerranéenne, Maria Elena Camerin (6-4, 3-6, 6-8). La Russe connaît ensuite une série de défaites d'entrée, échouant au premier tour de Tokyo contre la locale Ai Sugiyama, ancienne Top 10 (4-6, 2-6), contre la jeune numéro onze Dinara Safina (4-6, 1-6), quart de finaliste du dernier US Open, à Antwerp, face à la Slovaque Daniela Hantuchová (1-6, 3-6) à Dubaï et encaisse même deux roues de bicyclette contre la jeune Chinoise Peng Shuai (0-6, 0-6) à Miami. Elle livre de meilleures performances sur terre américaine, à Charleston et Amelia Island ce qui ne l'empêche pas d'accumuler ses sixièmes et septièmes défaites consécutives. Elle met fin à cette série noire à Warsaw en disposant très difficilement de l'invitée 338e mondiale Urszula Radwańska (2-6, 7-6, 6-3) avant de plier logiquement contre la septième joueur mondiale, Jelena Janković (2-6, 5-7), future demi-finaliste cette saison à Roland Garros.
Elle dispute en double la finale de deux tournois, sa dernière finale sur moquette à Antwerp, sortie par les légendes Black-Huber (5-7, 6-4, 1-6), vainqueurs de l'Open d'Australie en début de saison et sa première finale sur terre lors du tournoi Polonais, échouant là aussi contre une autre paire russo-ukrainienne Vera Dushevina-Tatiana Perebiynis (5-7, 6-3, 2-10). Les deux Russes échouent au premier tour à Roland Garros ce qui met fin à leur collaboration. Elena joue la suite de la saison en alternant plusieurs fois de partenaires, jouant avec Maria Kirilenko, Nadia Petrova et Vera Dushevina sans jamais revenir en finale cette année.
En simple, elle continue d'afficher ses difficultés à Berlin contre Lourdes Domínguez Lino (2-6, 1-6) et à Rome face à l'invitée 524e mondiale Mirjana Lučić (3-6, 6-3, 2-6) et qui effectue son retour sur le circuit. Elle redresse la barre à Strasbourg, profitant d'un tableau ouvert pour sortir deux joueuses hors du Top 100, avant de voir Marion Bartoli, finaliste cette saison à Wimbledon et qu'elle avait éliminé lors du tournoi français la saison passée prendre sa revanche (1-6, 6-4, 3-6). Elle hérite du pire tirage possible aux Internationaux de France en la personne de la numéro une et maître incontestée des lieux Justine Henin qui la bat logiquement (4-6, 3-6) et remportera son quatrième et dernier Roland Garros à l'issue du tournoi.
La Russe profite du gazon pour enchaîner de nouveau les victoires d'abord à s'Hertogenbosh où elle s'extirpe des qualifications puis écarte pour la troisième fois de l'année en simple Anabel Medina Garrigues (7-6, 3-6, 6-3), devant plier au match suivant contre une jeune Allemande, Angelique Kerber (3-6, 3-6) qui joue sa première saison pleine sur le circuit. Elle sort deux matchs solides à Wimbledon contre sa jeune compatriote Olga Puchkova (6-1, 6-3) qui dispute pour la première fois le tournoi et la Française Émilie Loit (6-1, 6-2), rejoignant le troisième tour au Temple pour la première fois. Elle est encore une fois battue par la numéro une Justine Henin (1-6, 3-6). Elle s'envole pour les Etats-Unis en juillet et écarte deux joueuses hors Top 100 à Cincinnati, prend le premier set à son ancienne coéquipière de double Anna Chakvetadze mais s'effondre à cause d'une blessure et doit abandonner (7-6, 0-6, 1-4 ab.) en quarts de finale contre la huitième joueuse mondiale qui effectue la meilleure saison de sa courte carrière. Elle est de retour deux semaines plus tard à Stockholm où après une victoire sur la locale Sofia Arvidsson (6-1, 6-3), elle est sortie par la jeune Danoise Caroline Wozniacki (5-7, 1-6) qui joue sa première vraie saison sur le circuit WTA. Elle revient en Amérique pour le tournoi de Forest Hills, juste avant l'US Open et y joue sa première demi-finale de la saison, traçant sa route contre la Française Séverine Beltrame (6-4, 6-4) et la Japonaise Aiko Nakamura (6-3, 6-2). Elle est néanmoins sortie en ne remportant que deux petits jeux par une autre Française, Virginie Razzano (2-6, 0-6), puis échoue pour la deuxième fois d'entrée à Flushing Meadows contre la Croate Jelena Kostanić (4-6, 2-6) qui gagne son dernier match en Majeur.
Elle participe en septembre à la victoire des Russes sur les Italiennes, remportant son match contre Mara Santangelo (6-2, 6-4), qui effectue sa meilleure saison en carrière, étant après la victoire de la Russie en finale en fin de saison lauréate de la compétition. Après une défaite au second tour contre la spécialiste de double Gisela Dulko à Portoroz, elle dispute sa deuxième demi-finale de l'année à Tashkent début octobre en Ouzbékistan, grâce à des succès sur Alberta Brianti (6-3, 6-4), Tatiana Poutchek (7-5, 6-4) et Raluca Olaru (2-6, 7-6, 6-4) mais butte sur la jeune tête de série numéro une Victoria Azarenka (4-6, 2-6) qui la prive d'une première finale en simple. Elle termine l'année par une défaite contre la prodige Nicole Vaidišová, demi-finaliste à l'Open d'Australie en début d'année, à Moscou (3-6, 4-6) au deuxième tour.
Durant la saison 2008, Elena change régulièrement de coéquipière de double, alternant entre des championnes de simple comme Nadia Petrova, Dinara Safina et Vera Zvonareva principalement et quelques autres joueuses. En simple, elle est défaite lors de son premier match à Gold Coast contre la 158e joueuse mondiale Monique Adamczak (6-7, 6-3, 5-7), mais va jouer un quart de finale à Hobart la semaine suivante après deux victoires sur Akiko Morigami (6-4, 7-5) et Nuria Llagostera Vives (6-3, 6-2). Son seul quart de finale en simple de l'année se solde par une défaite contre une de ses futures compagnon de double, Vera Zvonareva (3-6, 3-6) et qui intègrera cette saison là le Top 10 pour la première fois. Elle effectue un bon parcours à l'Open d'Australie, se débarrassant de l'Ukrainienne Julia Vakulenko (6-4, 1-6, 6-4) qui joue son dernier match ici et de l'Américaine vétérane Jill Craybas (6-2, 6-4) qui vient de remporter son dernier match en carrière dans le Majeur australie. Elle subit néanmoins les foudres de la cinquième joueuse mondiale, Maria Sharapova (3-6, 0-6), finaliste l'année passée et vainqueur pour la seule fois de sa carrière lors de cette saison à Melbourne, au troisième tour. Ecartée par deux Asiatiques, au premier tour de Doha par la jeune qualifiée 134e mondiale Ayumi Morita et difficilement au deuxième tour de Dubaï par Zheng Jie (3-6, 6-2, 6-7) qui effectue son retour et sera demi-finaliste à Wimbledon cette année là, elle en écarte une troisième, la spécialiste de double Hsieh Su-wei (6-4, 4-6, 6-4) à Indian Wells avant de voir la numéro dix Marion Bartoli ne lui céder que quatre petits jeux (0-6, 4-6).
Elle remporte lors du tournoi californien son troisième titre en double, le seul de sa carrière en Tiers 1 et le seul avec la jeune Dinara Safina contre la paire Zheng-Yan (6-1, 16, 10-8).
Elle joue et gagne trois matchs consécutifs à Miami mettant fin à la carrière de son ancienne coéquipière Elena Likhovtseva (6-4, 6-4), contre la jeune Hongroise Ágnes Szávay (6-2, 4-6, 6-4), 18e au classement WTA et quart de finaliste du dernier US Open et la locale Ashley Harkleroad (6-4, 5-7, 6-4) qui dispute sa dernière saison pleine, ne s'inclinant logiquement que contre Justine Henin, numéro une mondiale (2-6, 2-6) et qui prendra par surprise les observateurs en prenant sa retraite deux mois plus tard, en huitième du tournoi floridien. Elle enchaîne avec une bonne performance sur terre à Amelia Island contre la Vénézuélienne Milagros Sequera (7-6, 6-0) qui joue sa dernière année en carrière mais surtout contre Patty Schnyder, douzième joueuse mondiale (6-2, 2-6, 6-2) avant de connaître la défaite contre la très jeune Française Alizé Cornet (1-6, 5-7). Elle joue également la finale du tournoi, accompagnée pour la première et dernière fois de la jeune Victoria Azarenka autrice de sa première finale en Majeur en Australie en début d'année mais les deux joueuses échouent à remporter le titre contre Bethanie Mattek-Sands et Vladimíra Uhlířová (3-6, 1-6). La Russe connaît une deuxième partie de saison très difficile avec six victoires en vingt matchs, et trois défaites consécutives sur ocre à Charleston, en Fed Cup et à Berlin, renversée par la jeune Maria Kirilenko (6-2, 5-7, 2-6). Elle s'extirpe des qualifications à Rome mais échoue de nouveau au premier tour contre une autre qualifiée, Iveta Benešová (3-6, 5-7) et pour la troisième édition consécutive d'entrée à Roland Garros, sortie par l'Allemande Sabine Lisicki (6-3, 4-6, 0-6) qui dispute pour la première fois le tournoi parisien.
Elle parvient après une défaite sur Camille Pin à Bois-Le-Duc (2-6, 3-6) à prendre sa revanche à Wimbledon, face à Nuria Llagostera Vives (6-7, 6-4, 6-4) mais la jeune 108e mondiale Ievguenia Rodina qui dispute pour la première fois le tournoi met fin à son parcours (1-6, 6-7). C'est le début d'une série noire pour Elena qui perd les quatre matchs suivants qu'elle dispute, à Stanford, Los Angeles (contre la 201e mondiale), Montréal et Forest Hills. Elle obtient un maigre lot de consolation en gagnant son premier match à l'US Open une nouvelle fois contre Julia Vakulenko (4-6, 6-61, 6-2) mais ne remporte que deux jeux contre la légende Serena Williams qu'elle affronte pour la première fois (1-6, 1-6) et qui remportera quelques jours plus tard son dixième Grand Chelem. Elle termine la saison en simple par un premier tour à Moscou et un échec en qualifications à Linz, à chaque fois face à Ekaterina Makarova qu'elle affronte pour la première fois à cette occasion.
En double, elle joue sa dernière finale de la saison à Stanford avec Vera Zvonareva où les deux joueuses perdent contre les légendes Black-Huber (4-6, 3-6), vainqueurs cette année là de l'US Open. Elena joue toujours avec elle ses premiers Jeux Olympiques à Pékin, les deux Russes parvenant jusqu'en quarts de finale où elle s'effondrent contre les Soeurs Williams (4-6, 0-6) qui remportent une nouvelle médaille d'or ensemble en Chine, huit ans après leur premier succès à Sydney. C'est également en septembre qu'elle joue pour la première fois avec Ekaterina Makarova en Fed Cup et ensemble, elles parviennent facilement à se débarrasser de la paire Espagnole Llagostera Vives-Ruano Pascual (6-2, 6-1) en finale, lui permettant d'empocher sa deuxième Fed Cup en carrière.

### 2009. Premières finale à Auckland, New Haven et 1/8eà Wimbledon en simple, 1èrefinale à Roland Garros en double
En janvier 2009, elle atteint la première finale de sa carrière en simple, au Classic d'Auckland, qu'elle perd en deux manches face à sa compatriote Elena Dementieva. Puis au mois d'août, elle atteint sa seconde finale au tournoi Pilot Pen Tennis de New Haven et s'incline face à Caroline Wozniacki en deux manches.
En 2010, elle atteint deux finales. La première en juillet face à Anastasia Pavlyuchenkova à la Istanbul Cup, où elle s'incline en trois manches. Puis en septembre au Tashkent Open face à Alla Kudryavtseva, qui la bat en deux manches.

### 2017. Victoire prestigieuse à Indian Wells
Elena Vesnina commence tournoi d'Indian Wells en tant que 15e mondiale, battant en deux sets Shelby Rogers, puis la Hongroise Tímea Babos (6-4, 1-6, 6-4), avant de battre en huitième de finale, la 2e mondiale Angelique Kerber (6-3, 6-3). En quart, elle vainc en 2 h 11 dans un match décousu l'Américaine Venus Williams (6-2, 4-6, 6-3), et en demi-finale la Française Kristina Mladenovic (6-3, 6-4) en 1 h 24 pour se qualifier pour sa première finale de catégorie Premier Mandatory. Vesnina parvient à battre dans un combat acharné, laborieux avec de multiples breaks de trois heures (6-76, 7-5, 6-4) contre la 8e mondiale et compatriote Svetlana Kuznetsova. Remportant le titre le plus prestigieux de sa carrière, de catégorie Premier Mandatory.

### 2018. Numéro un mondiale en double
Le 11 juin 2018, elle atteint la 1re place du classement WTA en double, conjointement avec sa compatriote et partenaire de longue date Ekaterina Makarova, devenant par la même occasion les premières Russes à atteindre cette place depuis Anna Kournikova.
Il est notable que les deux partenaires se sont fâchées juste avant d'accéder à la première place mondiale en double ce qui, du fait du fonctionnement de ce classement et des résultats des concurrentes, était prévu pour le lendemain de la fin du tournoi de Roland-Garros auquel elles ont toutes deux participé avec de nouvelles partenaires : de fait, celle qui obtiendrait le meilleur résultat accèderait seule à la première place mondiale. L'ironie de l'histoire est qu'elles ont obtenu des résultats identiques (toutes deux ont été éliminées dès le premier tour !) et, bien que formellement séparées, elles ont tout de même accédé conjointement à la première place mondiale en double.
En Grand Chelem, sa meilleure performance en simple dames est une demi-finale, atteinte en 2016 à Wimbledon. Ses meilleurs résultats sont en double avec quatre Chelem, trois en double dames avec sa compatriote Ekaterina Makarova (Roland-Garros 2013, l'US Open 2014 et Wimbledon 2017) et le double mixte en Australie en 2016 avec le Brésilien Bruno Soares.
Elle annonce sa retraite sportive le 21 novembre 2024.

## Palmarès

### Titres en simple dames
| No | Date       | Nom et lieu du tournoi          | Catégorie | Dotation    | Surface      | Finaliste           | Score          |          |
| -- | ---------- | ------------------------------- | --------- | ----------- | ------------ | ------------------- | -------------- | -------- |
| 1  | 07-01-2013 | Moorilla International, Hobart  | Intern'l  | 235 000 $   | Dur (ext.)   | Mona Barthel        | 6-3, 6-4       | Parcours |
| 2  | 17-06-2013 | AEGON International, Eastbourne | Premier   | 690 000 $   | Gazon (ext.) | Jamie Hampton       | 6-2, 6-1       | Parcours |
| 3  | 08-03-2017 | BNP Paribas Open, Indian Wells  | PREMIER*  | 7 669 423 $ | Dur (ext.)   | Svetlana Kuznetsova | 6-76, 7-5, 6-4 | Parcours |

### Finales en simple dames
| No | Date       | Nom et lieu du tournoi        | Catégorie | Dotation  | Surface      | Vainqueure         | Score         |          |
| -- | ---------- | ----------------------------- | --------- | --------- | ------------ | ------------------ | ------------- | -------- |
| 1  | 05-01-2009 | ASB Classic, Auckland         | Intern'l  | 220 000 $ | Dur (ext.)   | Elena Dementieva   | 6-4, 6-1      | Parcours |
| 2  | 24-08-2009 | Pilot Pen Tennis, New Haven   | Premier   | 600 000 $ | Dur (ext.)   | Caroline Wozniacki | 6-2, 6-4      | Parcours |
| 3  | 26-07-2010 | Istanbul Cup, Istanbul        | Intern'l  | 220 000 $ | Dur (ext.)   | A. Pavlyuchenkova  | 5-7, 7-5, 6-4 | Parcours |
| 4  | 20-09-2010 | Tashkent Open, Tachkent       | Intern'l  | 220 000 $ | Dur (ext.)   | Alla Kudryavtseva  | 6-4, 6-4      | Parcours |
| 5  | 04-04-2011 | Family Circle Cup, Charleston | Premier   | 721 000 $ | Terre (ext.) | Caroline Wozniacki | 6-2, 6-3      | Parcours |
| 6  | 30-04-2012 | Grand Prix, Budapest          | Intern'l  | 220 000 $ | Terre (ext.) | Sara Errani        | 7-5, 6-4      | Parcours |
| 7  | 04-04-2016 | Volvo Car Open, Charleston    | Premier   | 753 000 $ | Terre (ext.) | Sloane Stephens    | 7-64, 6-2     | Parcours |

### Titres en double dames
| No | Date       | Nom et lieu du tournoi              | Catégorie     | Dotation     | Surface         | Partenaire          | Finalistes                                | Score             |          |
| -- | ---------- | ----------------------------------- | ------------- | ------------ | --------------- | ------------------- | ----------------------------------------- | ----------------- | -------- |
| 1  | 31-10-2005 | Challenge Bell Québec               | Tier III      | 170 000 $    | Moquette (int.) | Anastasia Rodionova | Līga Dekmeijere Ashley Harkleroad         | 6-74, 6-4, 6-2    | Parcours |
| 2  | 07-01-2007 | Moorilla International Hobart       | Tier IV       | 170 000 $    | Dur (ext.)      | Elena Likhovtseva   | Anabel Medina Virginia Ruano Pascual      | 2-6, 6-1, 6-2     | Parcours |
| 3  | 10-03-2008 | Pacific Life Open Indian Wells      | Tier I        | 2 100 000 $  | Dur (ext.)      | Dinara Safina       | Yan Zi Zheng Jie                          | 6-1, 1-6, [10-8]  | Parcours |
| 4  | 09-03-2011 | BNP Paribas Open Indian Wells       | PREMIER*      | 4 500 000 $  | Dur (ext.)      | Sania Mirza         | Bethanie Mattek-Sands Meghann Shaughnessy | 6-0, 7-5          | Parcours |
| 5  | 04-04-2011 | Family Circle Cup Charleston        | Premier       | 721 000 $    | Terre (ext.)    | Sania Mirza         | Bethanie Mattek-Sands Meghann Shaughnessy | 6-4, 6-4          | Parcours |
| 6  | 10-10-2011 | Generali Ladies Linz                | Intern'l      | 220 000 $    | Dur (int.)      | Marina Erakovic     | Julia Görges Anna-Lena Grönefeld          | 7-5, 6-1          | Parcours |
| 7  | 29-09-2012 | China Open Pékin                    | PREMIER*      | 4 828 050 $  | Dur (ext.)      | Ekaterina Makarova  | Nuria Llagostera Vives Sania Mirza        | 7-5, 7-5          | Parcours |
| 8  | 15-10-2012 | Kremlin Cup Moscou                  | Premier       | 740 000 $    | Dur (int.)      | Ekaterina Makarova  | Maria Kirilenko Nadia Petrova             | 6-3, 1-6, [10-8]  | Parcours |
| 9  | 04-03-2013 | BNP Paribas Open Indian Wells       | PREMIER*      | 6 020 268 $  | Dur (ext.)      | Ekaterina Makarova  | Nadia Petrova Katarina Srebotnik          | 6-0, 5-7, [10-6]  | Parcours |
| 10 | 26-05-2013 | Roland-Garros Paris                 | G. Chelem     | 12 957 474 $ | Terre (ext.)    | Ekaterina Makarova  | Sara Errani Roberta Vinci                 | 7-5, 6-2          | Parcours |
| 11 | 25-08-2014 | US Open Flushing Meadows            | G. Chelem     | 18 102 000 $ | Dur (ext.)      | Ekaterina Makarova  | Martina Hingis Flavia Pennetta            | 2-6, 6-3, 6-2     | Parcours |
| 12 | 19-10-2015 | Kremlin Cup Moscou                  | Premier       | 768 000 $    | Dur (int.)      | Daria Kasatkina     | Irina-Camelia Begu Monica Niculescu       | 6-3, 6-77, [10-5] | Parcours |
| 13 | 25-07-2016 | Coupe Rogers Montréal               | Premier 5     | 2 714 413 $  | Dur (ext.)      | Ekaterina Makarova  | Simona Halep Monica Niculescu             | 6-3, 7-65         | Parcours |
| 14 | 06-08-2016 | Olympic Tennis Event Rio de Janeiro | J. olympiques | NC           | Dur (ext.)      | Ekaterina Makarova  | Timea Bacsinszky · Martina Hingis         | 6-4, 6-4          | Parcours |
| 15 | 23-10-2016 | WTA Finals Singapour                | Masters       | 7 000 000 $  | Dur (int.)      | Ekaterina Makarova  | Bethanie Mattek-Sands Lucie Šafářová      | 7-65, 6-3         | Parcours |
| 16 | 19-02-2017 | Tennis Championships Dubaï          | Premier 5     | 2 666 000 $  | Dur (ext.)      | Ekaterina Makarova  | Andrea Hlaváčková Peng Shuai              | 6-2, 4-6, [10-7]  | Parcours |
| 17 | 05-07-2017 | The Championships Wimbledon         | G. Chelem     | 14 840 000 £ | Gazon (ext.)    | Ekaterina Makarova  | Chan Hao-ching Monica Niculescu           | 6-0, 6-0          | Parcours |
| 18 | 07-08-2017 | Rogers Cup Toronto                  | Premier 5     | 2 735 139 $  | Dur (ext.)      | Ekaterina Makarova  | Anna-Lena Grönefeld Květa Peschke         | 6-0, 6-4          | Parcours |
| 19 | 05-05-2018 | Mutua Madrid Open Madrid            | PREMIER*      | 6 045 855 $  | Terre (ext.)    | Ekaterina Makarova  | Tímea Babos Kristina Mladenovic           | 2-6, 6-4, [10-8]  | Parcours |

### Finales en double dames
| No | Date       | Nom et lieu du tournoi                    | Catégorie | Dotation      | Surface         | Vainqueures                          | Partenaire           | Score             |          |
| -- | ---------- | ----------------------------------------- | --------- | ------------- | --------------- | ------------------------------------ | -------------------- | ----------------- | -------- |
| 1  | 13-02-2006 | Bangalore Open Bangalore                  | Tier III  | 175 000 $     | Dur (ext.)      | Liezel Huber Sania Mirza             | Anastasia Rodionova  | 6-3, 6-3          | Parcours |
| 2  | 18-09-2006 | China Open Pékin                          | Tier II   | 600 000 $     | Dur (ext.)      | Virginia Ruano Pascual Paola Suárez  | Anna Chakvetadze     | 6-2, 6-4          | Parcours |
| 3  | 12-02-2007 | Proximus Diamond Games Anvers             | Tier II   | 600 000 $     | Moquette (int.) | Cara Black Liezel Huber              | Elena Likhovtseva    | 7-5, 4-6, 6-1     | Parcours |
| 4  | 30-04-2007 | J&S Cup Varsovie                          | Tier II   | 600 000 $     | Terre (ext.)    | Vera Dushevina Tatiana Perebiynis    | Elena Likhovtseva    | 7-5, 3-6, [10-2]  | Parcours |
| 5  | 07-04-2008 | Bausch & Lomb Championships Amelia Island | Tier II   | 600 000 $     | Terre (ext.)    | Bethanie Mattek Vladimíra Uhlířová   | Victoria Azarenka    | 6-3, 6-1          | Parcours |
| 6  | 14-07-2008 | Bank of the West Classic Stanford         | Tier II   | 600 000 $     | Dur (ext.)      | Cara Black Liezel Huber              | Vera Zvonareva       | 6-4, 6-3          | Parcours |
| 7  | 24-05-2009 | Roland-Garros Paris                       | G. Chelem | 10 009 638 $  | Terre (ext.)    | Anabel Medina Virginia Ruano Pascual | Victoria Azarenka    | 6-1, 6-1          | Parcours |
| 8  | 21-06-2010 | The Championships Wimbledon               | G. Chelem | 9 781 631 $   | Gazon (ext.)    | Vania King Yaroslava Shvedova        | Vera Zvonareva       | 7-66, 6-2         | Parcours |
| 9  | 22-05-2011 | Roland-Garros Paris                       | G. Chelem | 10 676 582 $  | Terre (ext.)    | Andrea Hlaváčková Lucie Hradecká     | Sania Mirza          | 6-4, 6-3          | Parcours |
| 10 | 20-02-2012 | Duty Free Tennis Championships Dubaï      | Premier   | 2 000 000 $   | Dur (ext.)      | Liezel Huber Lisa Raymond            | Sania Mirza          | 6-2, 6-1          | Parcours |
| 11 | 07-03-2012 | BNP Paribas Open Indian Wells             | PREMIER*  | 5 536 664 $   | Dur (ext.)      | Liezel Huber Lisa Raymond            | Sania Mirza          | 6-2, 6-3          | Parcours |
| 12 | 05-05-2012 | Mutua Madrid Open Madrid                  | PREMIER*  | 5 189 603 $   | Terre (ext.)    | Sara Errani Roberta Vinci            | Ekaterina Makarova   | 6-1, 3-6, [10-4]  | Parcours |
| 13 | 14-05-2012 | Internazionali d'Italia Rome              | Premier 5 | 2 168 400 $   | Terre (ext.)    | Sara Errani Roberta Vinci            | Ekaterina Makarova   | 6-2, 7-5          | Parcours |
| 14 | 21-10-2013 | WTA Championships Istanbul                | Masters   | 6 000 000 $   | Dur (int.)      | Hsieh Su-wei Peng Shuai              | Ekaterina Makarova   | 6-4, 7-5          | Parcours |
| 15 | 13-01-2014 | Australian Open Melbourne                 | G. Chelem | 13 615 654 $  | Dur (ext.)      | Sara Errani Roberta Vinci            | Ekaterina Makarova   | 6-4, 3-6, 7-5     | Parcours |
| 16 | 17-03-2014 | Sony Open Tennis Miami                    | PREMIER*  | 5 427 105 $   | Dur (ext.)      | Martina Hingis Sabine Lisicki        | Ekaterina Makarova   | 4-6, 6-4, [10-5]  | Parcours |
| 17 | 11-03-2015 | BNP Paribas Open Indian Wells             | PREMIER*  | 5 381 235 $   | Dur (ext.)      | Martina Hingis Sania Mirza           | Ekaterina Makarova   | 6-3, 6-4          | Parcours |
| 18 | 23-03-2015 | Miami Open Miami                          | PREMIER*  | 5 381 235 $   | Dur (ext.)      | Martina Hingis Sania Mirza           | Ekaterina Makarova   | 7-5, 6-1          | Parcours |
| 19 | 29-06-2015 | The Championships Wimbledon               | G. Chelem | 20 458 117 $  | Gazon (ext.)    | Martina Hingis Sania Mirza           | Ekaterina Makarova   | 5-7, 7-64, 7-5    | Parcours |
| 20 | 09-05-2016 | Internazionali BNL d'Italia Rome          | Premier 5 | 2 733 297 $   | Terre (ext.)    | Martina Hingis Sania Mirza           | Ekaterina Makarova   | 6-1, 6-75, [10-3] | Parcours |
| 21 | 23-05-2016 | Roland-Garros Paris                       | G. Chelem | 16 474 735 $  | Terre (ext.)    | Caroline Garcia Kristina Mladenovic  | Ekaterina Makarova   | 6-3, 2-6, 6-4     | Parcours |
| 22 | 01-01-2017 | Brisbane International Brisbane           | Premier   | 1 000 000 $   | Dur (ext.)      | Bethanie Mattek-Sands Sania Mirza    | Ekaterina Makarova   | 6-2, 6-3          | Parcours |
| 23 | 15-05-2017 | Internazionali d'Italia Rome              | Premier 5 | 3 076 495 $   | Terre (ext.)    | Chan Yung-jan Martina Hingis         | Ekaterina Makarova   | 7-5, 7-64         | Parcours |
| 24 | 17-01-2018 | Australian Open Melbourne                 | G. Chelem | 25 096 000 A$ | Dur (ext.)      | Tímea Babos Kristina Mladenovic      | Ekaterina Makarova   | 6-4, 6-3          | Parcours |
| 25 | 07-03-2018 | BNP Paribas Open Indian Wells             | PREMIER*  | 8 648 508 $   | Dur (ext.)      | Hsieh Su-wei Barbora Strýcová        | Ekaterina Makarova   | 6-4, 6-4          | Parcours |
| 26 | 28-06-2021 | The Championships Wimbledon               | G. Chelem | 35 016 000 $  | Gazon (ext.)    | Hsieh Su-wei Elise Mertens           | Veronika Kudermetova | 3-6, 7-5, 9-7     | Parcours |

### Titres en double mixte
| No | Date       | Nom et lieu du tournoi    | Catégorie | Dotation     | Surface    | Partenaire   | Finalistes                  | Score            |          |
| -- | ---------- | ------------------------- | --------- | ------------ | ---------- | ------------ | --------------------------- | ---------------- | -------- |
| 1  | 18-01-2016 | Australian Open Melbourne | G. Chelem | 14 835 728 $ | Dur (ext.) | Bruno Soares | Coco Vandeweghe Horia Tecău | 6-4, 4-6, [10-5] | Parcours |

### Finales en double mixte
| No | Date       | Nom et lieu du tournoi      | Catégorie     | Dotation     | Surface      | Vainqueures                              | Partenaire      | Score              |          |
| -- | ---------- | --------------------------- | ------------- | ------------ | ------------ | ---------------------------------------- | --------------- | ------------------ | -------- |
| 1  | 20-06-2011 | The Championships Wimbledon | G. Chelem     | 10 141 303 $ | Gazon (ext.) | Iveta Benešová Jürgen Melzer             | Mahesh Bhupathi | 6-3, 6-2           | Parcours |
| 2  | 16-01-2012 | Australian Open Melbourne   | G. Chelem     | 12 122 762 $ | Dur (ext.)   | Bethanie Mattek-Sands Horia Tecău        | Leander Paes    | 6-3, 5-7, [10-3]   | Parcours |
| 3  | 25-06-2012 | The Championships Wimbledon | G. Chelem     | 11 174 883 $ | Gazon (ext.) | Lisa Raymond Mike Bryan                  | Leander Paes    | 6-3, 5-7, 6-4      | Parcours |
| 4  | 30-05-2021 | Roland-Garros Paris         | G. Chelem     | 34 367 216 $ | Terre (ext.) | Desirae Krawczyk Joe Salisbury           | Aslan Karatsev  | 2-6, 6-4, [10-5]   | Parcours |
| 5  | 28-07-2021 | Olympic Tennis Event Tokyo  | J. olympiques | NC           | Dur (ext.)   | Anastasia Pavlyuchenkova · Andrey Rublev | Aslan Karatsev  | 6-3, 6-75, [13-11] | Parcours |

## Parcours en Grand Chelem

### En simple dames
| Année | Open d'Australie | Open d'Australie   | Internationaux de France | Internationaux de France | Wimbledon       | Wimbledon           | US Open         | US Open              |
| ----- | ---------------- | ------------------ | ------------------------ | ------------------------ | --------------- | ------------------- | --------------- | -------------------- |
| 2005  | —                | —                  | —                        | —                        | —               | —                   | Q2              | Marina Erakovic      |
| 2006  | 1/8 de finale    | Nadia Petrova      | 1er tour (1/64)          | Peng Shuai               | 2e tour (1/32)  | Anna Chakvetadze    | 1er tour (1/64) | Mary Pierce          |
| 2007  | 2e tour (1/32)   | Maria Camerin      | 1er tour (1/64)          | Justine Henin            | 3e tour (1/16)  | Justine Henin       | 1er tour (1/64) | Jelena Kostanić      |
| 2008  | 3e tour (1/16)   | Maria Sharapova    | 1er tour (1/64)          | Sabine Lisicki           | 2e tour (1/32)  | Evgeniya Rodina     | 2e tour (1/32)  | Serena Williams      |
| 2009  | 1er tour (1/64)  | Julie Coin         | 2e tour (1/32)           | Ágnes Szávay             | 1/8 de finale   | Elena Dementieva    | 3e tour (1/16)  | Vera Zvonareva       |
| 2010  | 1er tour (1/64)  | Tathiana Garbin    | 1er tour (1/64)          | Andrea Petkovic          | 1er tour (1/64) | Barbora Strýcová    | 1er tour (1/64) | Samantha Stosur      |
| 2011  | 1er tour (1/64)  | Virginie Razzano   | 1er tour (1/64)          | Silvia Soler             | 2e tour (1/32)  | Vera Zvonareva      | 1er tour (1/64) | Arantxa Rus          |
| 2012  | 1er tour (1/64)  | Stéphanie Dubois   | 1er tour (1/64)          | Heather Watson           | 2e tour (1/32)  | Agnieszka Radwańska | 2e tour (1/32)  | Ekaterina Makarova   |
| 2013  | 1/8 de finale    | Victoria Azarenka  | 1er tour (1/64)          | Victoria Azarenka        | 2e tour (1/32)  | Sabine Lisicki      | 2e tour (1/32)  | Karin Knapp          |
| 2014  | 1er tour (1/64)  | Alison Riske       | 2e tour (1/32)           | Ajla Tomljanović         | 2e tour (1/32)  | Barbora Strýcová    | 3e tour (1/16)  | Victoria Azarenka    |
| 2015  | 1er tour (1/64)  | Kateřina Siniaková | 3e tour (1/16)           | Ekaterina Makarova       | 1er tour (1/64) | Jelena Janković     | 2e tour (1/32)  | Andrea Petkovic      |
| 2016  | Q1               | Zhu Lin            | 2e tour (1/32)           | Shelby Rogers            | 1/2 finale      | Serena Williams     | 3e tour (1/16)  | Carla Suárez Navarro |
| 2017  | 3e tour (1/16)   | Jennifer Brady     | 3e tour (1/16)           | C. Suárez Navarro        | 2e tour (1/32)  | Victoria Azarenka   | 3e tour (1/16)  | Madison Keys         |
| 2018  | 2e tour (1/32)   | Naomi Osaka        | 1er tour (1/64)          | Bernarda Pera            | —               | —                   | —               | —                    |
|       |                  |                    |                          |                          |                 |                     |                 |                      |
| 2021  | —                | —                  | 3e tour (1/16)           | Elena Rybakina           | 2e tour (1/32)  | Coco Gauff          | —               | —                    |

N.B. : à droite du résultat se trouve le nom de l'ultime adversaire.

### En double dames
N.B. : le nom de la partenaire se trouve sous le résultat ; les noms des ultimes adversaires se trouvent à droite.

### En double mixte
| Année | Open d'Australie                                                        | Open d'Australie                                                         | Internationaux de France                                                    | Internationaux de France                                                   | Wimbledon                                                                 | Wimbledon                                                           | US Open | US Open |
| ----- | ----------------------------------------------------------------------- | ------------------------------------------------------------------------ | --------------------------------------------------------------------------- | -------------------------------------------------------------------------- | ------------------------------------------------------------------------- | ------------------------------------------------------------------- | ------- | ------- |
| 2007  | —                                                                       | —                                                                        | 1er tour (1/16) Erlich \|\| style="text-align:left;" \| Védy Serra          | 2e tour (1/16) Erlich \|\| style="text-align:left;" \| Beltrame Santoro    | —                                                                         | —                                                                   |         |         |
| 2008  | —                                                                       | —                                                                        | 1er tour (1/16) Coetzee \|\| style="text-align:left;" \| Srebotnik Zimonjić | 1er tour (1/32) Kunitsyn \|\| style="text-align:left;" \| Poutchek Bopanna | 2e tour (1/8) Fyrstenberg \|\| style="text-align:left;" \| Pennetta Vemić |                                                                     |         |         |
| 2009  | 1er tour (1/16) Damm \|\| style="text-align:left;" \| Medina Robredo    | 2e tour (1/8) Nestor \|\| style="text-align:left;" \| Dechy Ram          | 1/8 de finale Nestor \|\| style="text-align:left;" \| Grönefeld Knowles     | —                                                                          | —                                                                         |                                                                     |         |         |
| 2010  | 1/4 de finale Ram \|\| style="text-align:left;" \| Black Paes           | 2e tour (1/8) Ram \|\| style="text-align:left;" \| Srebotnik Zimonjić    | 2e tour (1/16) Ram \|\| style="text-align:left;" \| Clijsters Malisse       | 2e tour (1/8) Ram \|\| style="text-align:left;" \| Grönefeld Knowles       |                                                                           |                                                                     |         |         |
| 2011  | 1er tour (1/16) Knowles \|\| style="text-align:left;" \| Huber Bryan    | 2e tour (1/8) Mirnyi \|\| style="text-align:left;" \| Petrova Murray     | Finale Bhupathi                                                             | Benešová Melzer                                                            | 1/2 finale Paes \|\| style="text-align:left;" \| Oudin Sock               |                                                                     |         |         |
| 2012  | Finale Paes                                                             | B. Mattek Tecău                                                          | 1/2 finale Paes \|\| style="text-align:left;" \| Jans González              | Finale Paes                                                                | Raymond Bryan                                                             | 1/4 de finale Paes \|\| style="text-align:left;" \| Hradecká Čermák |         |         |
| 2013  | 2e tour (1/8) Paes \|\| style="text-align:left;" \| Gajdošová Ebden     | 1er tour (1/16) Mirnyi \|\| style="text-align:left;" \| Hantuchová Rojer | —                                                                           | —                                                                          | —                                                                         | —                                                                   |         |         |
| 2014  | 2e tour (1/8) Bhupathi \|\| style="text-align:left;" \| Hantuchová Paes | —                                                                        | —                                                                           | —                                                                          | —                                                                         | —                                                                   | —       |         |
| 2015  | —                                                                       | —                                                                        | 1er tour (1/16) Zimonjić \|\| style="text-align:left;" \| Krajicek Mergea   | 1/4 de finale Matkowski \|\| style="text-align:left;" \| Hingis Paes       | —                                                                         | —                                                                   |         |         |
| 2016  | Victoire Soares                                                         | Vandeweghe Tecău                                                         | 1/4 de finale Soares \|\| style="text-align:left;" \| Hingis Paes           | —                                                                          | —                                                                         | —                                                                   | —       |         |
| 2017  | —                                                                       | —                                                                        | —                                                                           | —                                                                          | 1/2 finale Soares \|\| style="text-align:left;" \| Watson Kontinen        | —                                                                   | —       |         |
|       |                                                                         |                                                                          |                                                                             |                                                                            |                                                                           |                                                                     |         |         |
| 2021  | —                                                                       | —                                                                        | Finale Karatsev                                                             | Krawczyk Salisbury                                                         | —                                                                         | —                                                                   | —       | —       |

N.B. : le nom du partenaire se trouve sous le résultat ; les noms des ultimes adversaires se trouvent à droite.

## Parcours en «Premier Mandatory» et «Premier 5»
Les tournois WTA « Premier Mandatory » et « Premier 5 » (entre 2009 et 2020) et WTA 1000 (à partir de 2021) constituent les catégories d'épreuves les plus prestigieuses, après les quatre levées du Grand Chelem. 

De 2009 à 2023, les tournois Premier Mandatory (dits tournois WTA 1000 obligatoires entre 2021 et 2023) regroupent Indian Wells, Miami, Madrid et Pékin, les autres constituant les tournois Premier 5 (tournois WTA 1000 non-obligatoires). À partir de 2024, le nombre de tournois WTA 1000 passe à 10 par saison (fin de l’alternance Doha / Dubaï), ces derniers devenant tous obligatoires et offrant tous 1000 points à la vainqueure (contre 900 points précédemment pour les tournois Premier 5).

### En simple dames
| Année |       |                              |                              |                             |                               |                                |                              |                              |                                |                             |  |                             |
| Doha  | Dubaï | Indian Wells                 | Miami                        | Madrid                      | Rome                          | Canada                         | Cincinnati                   | Pékin                        |                                | Tokyo                       |  |                             |
| Doha  | Dubaï | Indian Wells                 | Miami                        | Madrid                      | Rome                          | Canada                         | Cincinnati                   | Pékin                        | Wuhan                          |                             |  |                             |
| Doha  | Dubaï | Indian Wells                 | Miami                        | Madrid                      | Rome                          | Canada                         | Cincinnati                   | Pékin                        | Guadalajara                    |                             |  |                             |
| 2009  |       | Hors calendrier              | 1/4 de finale K. Kanepi      | 3e tour (1/16) V. Azarenka  |                               | 3e tour (1/8) J. Janković      | 2e tour (1/16) Zheng J.      | 1er tour (1/32) Zheng J.     | 1er tour (1/32) A. Chakvetadze | 1er tour (1/32) M. Czink    |  | 3e tour (1/8) J. Janković   |
| 2010  |       | Hors calendrier              | 1er tour (1/32) V. Zvonareva |                             | 3e tour (1/16) J. Janković    | 1er tour (1/32) N. Petrova     | 1er tour (1/32) A. Ivanović  |                              | 3e tour (1/8) A. Ivanović      | 3e tour (1/8) T. Bacsinszky |  |                             |
| 2011  |       | Hors catégorie               | 1er tour (1/32) R. Vinci     | 1er tour (1/64) M. Oudin    | 3e tour (1/16) A. Medina      | 2e tour (1/16) V. Zvonareva    | 3e tour (1/8) G. Arn         | 1er tour (1/32) A. Radwańska | 1er tour (1/32) P. Martić      |                             |  |                             |
| 2012  |       | 1er tour (1/32) M. Niculescu | Hors catégorie               | 2e tour (1/32) C. McHale    | 1er tour (1/64) I. Benešová   | 1er tour (1/32) S. Williams    |                              |                              |                                | 3e tour (1/8) V. Azarenka   |  |                             |
| 2013  |       |                              | Hors catégorie               | 3e tour (1/16) C. Wozniacki | 3e tour (1/16) M. Sharapova   | 1er tour (1/32) M. Bartoli     | 1er tour (1/32) R. Vinci     | 1er tour (1/32) A. Cornet    | 3e tour (1/8) A. Radwańska     | 1er tour (1/32) S. Williams |  | 1er tour (1/32) A. Petkovic |
| 2014  |       |                              | Hors catégorie               | 2e tour (1/32) A. Beck      | 3e tour (1/16) A. Radwańska   | 1er tour (1/32) F. Schiavone   | 2e tour (1/16) S. Stosur     | 2e tour (1/16) E. Makarova   |                                |                             |  |                             |
| 2015  |       | Hors catégorie               | 1er tour (1/32) Peng S.      | 2e tour (1/32) E. Makarova  | 2e tour (1/32) A. Cornet      |                                | 1er tour (1/32) J. Gajdošová |                              |                                |                             |  |                             |
| 2016  |       | 1/4 de finale C. Suárez      | Hors catégorie               |                             | 3e tour (1/16) J. Konta       | 2e tour (1/16) P. Kvitová      |                              | 1er tour (1/32) M. Keys      |                                | 1er tour (1/32) E. Makarova |  |                             |
| 2017  |       | Hors catégorie               | 3e tour (1/8) A. Konjuh      | Victoire S. Kuznetsova      | 2e tour (1/32) A. Tomljanović | 1er tour (1/32) I-C. Begu      | 1er tour (1/32) Wang Q.      | 2e tour (1/16) A. Barty      | 2e tour (1/16) C. Wozniacki    | 3e tour (1/8) E. Svitolina  |  | 3e tour (1/8) M. Sákkari    |
| 2018  |       | 1er tour (1/32) A. Blinkova  | Hors catégorie               | 3e tour (1/16) A. Kerber    | 2e tour (1/32) D. Vekić       | 1er tour (1/32) Ka. Plíšková   | 2e tour (1/16) V. Williams   |                              |                                |                             |  |                             |
|       |       |                              |                              |                             |                               |                                |                              |                              |                                |                             |  |                             |
| 2021  |       | Hors catégorie               |                              |                             |                               | 1er tour (1/32) V. Kudermetova |                              |                              |                                | Annulé                      |  | Annulé                      |

Sous le résultat, l’ultime adversaire.
1. 1 2   Les tournois de Doha et Dubaï alternent le statut de tournoi WTA 1000 (ex Premier 5) entre 2009 et 2023 : les trois premières éditions ont lieu à Dubaï, les trois suivantes à Doha, puis Dubaï accueille le tournoi de cette catégorie les années impaires et Dubaï les années paires. De 2011 à 2023, la ville qui n’accueille pas de WTA 1000 organise à la place un tournoi WTA 500 (ex Premier).
2. 1 2 3 4 5 6 7 8   L’ordre de déroulement des tournois a évolué depuis 2009 : Rome se dispute avant Madrid et Cincinnati avant Montréal/Toronto jusqu’en 2010, tandis que Tokyo (2009-2013)-Wuhan (2014-2019, 2024-)-Guadalajara (2022-2023) ont lieu avant Pékin jusqu’en 2023.
3. 1 2  Du fait de la pandémie de Covid-19, les tournois d’Indian Wells, de Miami, de Madrid, du Canada, de Wuhan et de Pékin sont annulés en 2020. Ces deux derniers le sont également en 2021. Pour des raisons d’organisation, le tournoi de Cincinnati 2020 a exceptionnellement lieu à Flushing Meadows à New York.

## Parcours aux Masters

### En double dames
| # | Date       | Nom de l'édition                  | ($)       | Surface    | Résultat      | Partenaire         | Ultimes adversaires                   | Score            |          |
| - | ---------- | --------------------------------- | --------- | ---------- | ------------- | ------------------ | ------------------------------------- | ---------------- | -------- |
| 1 | 21/10/2013 | WTA Championships Istanbul        | 6 000 000 | Dur (int.) | Finale        | Ekaterina Makarova | Hsieh Su-wei Peng Shuai               | 6-4, 7-5         | Parcours |
| 2 | 20/10/2014 | BNP Paribas WTA Finals Singapour  | 6 500 000 | Dur (int.) | 1/4 de finale | Ekaterina Makarova | Alla Kudryavtseva Anastasia Rodionova | 4-6, 6-2, [10-6] | Parcours |
| 3 | 23/10/2016 | WTA Finals by SC Global Singapour | 7 000 000 | Dur (int.) | Victoire      | Ekaterina Makarova | Bethanie Mattek-Sands Lucie Šafářová  | 7-65, 6-3        | Parcours |
| 4 | 22/10/2017 | WTA Finals by SC Global Singapour | 7 000 000 | Dur (int.) | 1/2 finale    | Ekaterina Makarova | Kiki Bertens Johanna Larsson          | 6-4, 6-3         | Parcours |

## Parcours aux Jeux olympiques

### En simple dames
| # | Date       | Nom de l'olympiade         | Surface    | Résultat       | Ultime adversaire | Score    |          |
| - | ---------- | -------------------------- | ---------- | -------------- | ----------------- | -------- | -------- |
| 1 | 31/07/2021 | Olympic Tennis Event Tokyo | Dur (ext.) | 2e tour (1/16) | Camila Giorgi     | 6-3, 6-1 | Parcours |

### En double dames
| # | Date       | Nom de l'olympiade                  | Surface             | Résultat                 | Partenaire            | Ultimes adversaires               | Score             |          |
| - | ---------- | ----------------------------------- | ------------------- | ------------------------ | --------------------- | --------------------------------- | ----------------- | -------- |
| 1 | 11/08/2008 | Olympic Tennis Event Pékin          | Dur (ext.)          | 1/4 de finale            | Vera Zvonareva        | Serena Williams Venus Williams    | 6-4, 6-0          | Parcours |
| 2 | 28/07/2012 | Olympic Tennis Event Wimbledon      | Gazon (ext.)        | 1/4 de finale            | Ekaterina Makarova    | Liezel Huber Lisa Raymond         | 6-3, 6-3          | Parcours |
| 3 | 06/08/2016 | Olympic Tennis Event Rio de Janeiro | Dur (ext.)          | Or                       | Ekaterina Makarova    | Timea Bacsinszky · Martina Hingis | 6-4, 6-4          | Parcours |
| 4 | 01/08/2021 | Olympic Tennis Event Tokyo          | Dur (ext.)          | 4e place (petite finale) | Veronika Kudermetova  | Laura Pigossi · Luisa Stefani     | 7-5, 6-1          | Parcours |
| 5 | 27/07/2024 | Olympic Tennis Event Paris          | Terre battue (ext.) | 1er tour (1/16)          | Ekaterina Alexandrova | Karolína Muchová Linda Nosková    | 2-6, 7-65, [10-6] | Parcours |

### En double mixte
| # | Date       | Nom de l'olympiade             | Surface      | Résultat       | Partenaire      | Ultimes adversaires                      | Score              |          |
| - | ---------- | ------------------------------ | ------------ | -------------- | --------------- | ---------------------------------------- | ------------------ | -------- |
| 1 | 28/07/2012 | Olympic Tennis Event Wimbledon | Gazon (ext.) | 1er tour (1/8) | Mikhail Youzhny | Juan Martín del Potro Gisela Dulko       | 6-3, 7-5           | Parcours |
| 2 | 31/07/2021 | Olympic Tennis Event Tokyo     | Dur (ext.)   | Argent         | Aslan Karatsev  | Anastasia Pavlyuchenkova · Andrey Rublev | 6-3, 6-75, [13-11] | Parcours |

## Parcours en Fed Cup
| #                                                                    | Date       | Lieu            | Surface      | Gagnante(s)                        | Perdante(s)                           | Score          |          |
| -------------------------------------------------------------------- | ---------- | --------------- | ------------ | ---------------------------------- | ------------------------------------- | -------------- | -------- |
|                                                                      |            |                 |              |                                    |                                       |                |          |
| 2006 - Barrage (groupe mondial I) - Croatie - Russie - 2 : 3         |            |                 |              |                                    |                                       |                |          |
| 1                                                                    | 15/07/2006 | Umag            | Terre (ext.) | Ivana Lisjak Matea Mezak           | Anna Chakvetadze Elena Vesnina        | 3-6, 7-63, 6-2 | Parcours |
|                                                                      |            |                 |              |                                    |                                       |                |          |
| 2007 - 1/4 de finale (groupe mondial) - Russie - Espagne - 5 : 0     |            |                 |              |                                    |                                       |                |          |
| 2                                                                    | 21/04/2007 | Moscou          | Terre (int.) | Nadia Petrova Elena Vesnina        | Lourdes Domínguez Laura Pous Tió      | 6-1, 4-6, 6-2  | Parcours |
|                                                                      |            |                 |              |                                    |                                       |                |          |
| 2007 - 1/2 finale (groupe mondial) - États-Unis - Russie - 2 : 3     |            |                 |              |                                    |                                       |                |          |
| 3                                                                    | 14/07/2007 | Stowe           | Dur (ext.)   | Nadia Petrova Elena Vesnina        | Venus Williams Lisa Raymond           | 7-5, 7-61      | Parcours |
|                                                                      |            |                 |              |                                    |                                       |                |          |
| 2007 - Finale (groupe mondial) - Russie - Italie - 4 : 0             |            |                 |              |                                    |                                       |                |          |
| 4                                                                    | 15/09/2007 | Moscou          | Dur (int.)   | Elena Vesnina                      | Mara Santangelo                       | 6-2, 6-4       | Parcours |
| 4                                                                    | 15/09/2007 | Moscou          | Dur (int.)   | Mara Santangelo Roberta Vinci      | Nadia Petrova Elena Vesnina           | Non disputé    | Parcours |
|                                                                      |            |                 |              |                                    |                                       |                |          |
| 2008 - 1/4 de finale (groupe mondial) - Israël - Russie - 1 : 4      |            |                 |              |                                    |                                       |                |          |
| 5                                                                    | 02/02/2008 | Ramat Ha-Sharon | Dur (ext.)   | Dinara Safina Elena Vesnina        | Tzipora Obziler Shahar Peer           | 6-0, 1-6, 6-4  | Parcours |
|                                                                      |            |                 |              |                                    |                                       |                |          |
| 2008 - 1/2 finale (groupe mondial) - Russie - États-Unis - 3 : 2     |            |                 |              |                                    |                                       |                |          |
| 6                                                                    | 26/04/2008 | Moscou          | Terre (int.) | Ahsha Rolle                        | Elena Vesnina                         | 6-3, 6-4       | Parcours |
| 6                                                                    | 26/04/2008 | Moscou          | Terre (int.) | Liezel Huber Vania King            | Svetlana Kuznetsova Elena Vesnina     | 7-63, 6-4      | Parcours |
|                                                                      |            |                 |              |                                    |                                       |                |          |
| 2008 - Finale (groupe mondial) - Espagne - Russie - 0 : 4            |            |                 |              |                                    |                                       |                |          |
| 7                                                                    | 13/09/2008 | Madrid          | Terre (ext.) | Ekaterina Makarova Elena Vesnina   | Nuria Llagostera Carla Suárez Navarro | 6-2, 6-1       | Parcours |
|                                                                      |            |                 |              |                                    |                                       |                |          |
| 2011 - Finale (groupe mondial) - Russie - République tchèque - 2 : 3 |            |                 |              |                                    |                                       |                |          |
| 8                                                                    | 05/11/2011 | Moscou          | Dur (int.)   | Lucie Hradecká Květa Peschke       | Maria Kirilenko Elena Vesnina         | 6-4, 6-2       | Parcours |
|                                                                      |            |                 |              |                                    |                                       |                |          |
| 2012 - 1/2 finale (groupe mondial) - Russie - Serbie - 2 : 3         |            |                 |              |                                    |                                       |                |          |
| 9                                                                    | 21/04/2012 | Moscou          | Terre (int.) | A. Pavlyuchenkova Elena Vesnina    | Bojana Jovanovski Aleksandra Krunić   | 6-4, 6-0       | Parcours |
|                                                                      |            |                 |              |                                    |                                       |                |          |
| 2013 - 1er tour (groupe mondial) - Russie - Japon - 3 : 2            |            |                 |              |                                    |                                       |                |          |
| 10                                                                   | 09/02/2013 | Moscou          | Dur (int.)   | Ayumi Morita                       | Elena Vesnina                         | 6-4, 6-1       | Parcours |
| 10                                                                   | 09/02/2013 | Moscou          | Dur (int.)   | Ekaterina Makarova Elena Vesnina   | Misaki Doi Ayumi Morita               | 6-2, 6-2       | Parcours |
|                                                                      |            |                 |              |                                    |                                       |                |          |
| 2013 - 1/2 finale (groupe mondial) - Russie - Slovaquie - 3 : 2      |            |                 |              |                                    |                                       |                |          |
| 11                                                                   | 20/04/2013 | Moscou          | Terre (int.) | Ekaterina Makarova Elena Vesnina   | Dominika Cibulková Daniela Hantuchová | 4-6, 6-3, 6-1  | Parcours |
|                                                                      |            |                 |              |                                    |                                       |                |          |
| 2014 - Barrage (groupe mondial I) - Russie - Argentine - 4 : 0       |            |                 |              |                                    |                                       |                |          |
| 12                                                                   | 19/04/2014 | Sotchi          | Terre (int.) | Elena Vesnina                      | Paula Ormaechea                       | 6-3, 6-3       | Parcours |
| 12                                                                   | 19/04/2014 | Sotchi          | Terre (int.) | Elena Vesnina                      | María Irigoyen                        | Non disputé    | Parcours |
| 12                                                                   | 19/04/2014 | Sotchi          | Terre (int.) | Valeria Solovieva Elena Vesnina    | V. Bosio Nadia Podoroska              | 6-2, 6-1       | Parcours |
|                                                                      |            |                 |              |                                    |                                       |                |          |
| 2015 - 1/2 finale (groupe mondial) - Russie - Allemagne - 3 : 2      |            |                 |              |                                    |                                       |                |          |
| 13                                                                   | 18/04/2015 | Sotchi          | Terre (int.) | A. Pavlyuchenkova Elena Vesnina    | Sabine Lisicki Andrea Petkovic        | 6-2, 6-3       | Parcours |
|                                                                      |            |                 |              |                                    |                                       |                |          |
| 2015 - Finale (groupe mondial) - République tchèque - Russie - 3 : 2 |            |                 |              |                                    |                                       |                |          |
| 14                                                                   | 14/11/2015 | Prague          | Dur (int.)   | Karolína Plíšková Barbora Strýcová | A. Pavlyuchenkova Elena Vesnina       | 4-6, 6-3, 6-2  | Parcours |
|                                                                      |            |                 |              |                                    |                                       |                |          |
| 2016 - Barrage (groupe mondial I) - Russie - Biélorussie - 2 : 3     |            |                 |              |                                    |                                       |                |          |
| 15                                                                   | 16/04/2016 | Moscou          | Terre (int.) | Daria Kasatkina Elena Vesnina      | Olga Govortsova Aryna Sabalenka       | 6-4, 6-2       | Parcours |
|                                                                      |            |                 |              |                                    |                                       |                |          |
| 2017 - Barrage (groupe mondial I) - Russie - Belgique - 2 : 3        |            |                 |              |                                    |                                       |                |          |
| 16                                                                   | 22/04/2017 | Moscou          | Terre (int.) | Elena Vesnina                      | Alison Van Uytvanck                   | 6-3, 6-4       | Parcours |
| 16                                                                   | 22/04/2017 | Moscou          | Terre (int.) | Elise Mertens                      | Elena Vesnina                         | 6-4, 1-6, 6-2  | Parcours |
| 16                                                                   | 22/04/2017 | Moscou          | Terre (int.) | Elise Mertens An-Sophie Mestach    | Daria Kasatkina Elena Vesnina         | 6-1, 7-62      | Parcours |

## Classements WTA en fin de saison
| Année          | 2003 | 2004 | 2005 | 2006 | 2007 | 2008 | 2009 | 2010 | 2011 | 2012 | 2013 | 2014 | 2015 | 2016 | 2017 | 2018 |  | 2021 |  | 2024 |
| Rang en simple | 278  | 286  | 111  | 44   | 55   | 78   | 24   | 53   | 57   | 69   | 25   | 65   | 111  | 16   | 18   | 137  |  | 304  |  | –    |
| Rang en double | 454  | 201  | 126  | 46   | 45   | 18   | 22   | 23   | 10   | 9    | 5    | 7    | 8    | 6    | 3    | 16   |  | 45   |  | 277  |

Source : (en) Classements de Elena Vesnina sur le site officiel de la Fédération internationale de tennis

### Période au rang de numéro un mondiale
| # | Précédée par  | Dates                   | Suivie par  | Nombre de semaines | Cumul |
| - | ------------- | ----------------------- | ----------- | ------------------ | ----- |
| 1 | Chan Yung-jan | 11/06/2018 - 15/07/2018 | Tímea Babos | 5                  | 5     |

## Records et statistiques

### Victoires sur le top 10
Toutes ses victoires sur des joueuses classées dans le top 10 de la WTA lors de la rencontre.
| Légende      |
| Grand Chelem |
| Premier      |
| Intern'l     |
| Fed Cup      |

|    |        |  | Tournoi      | Année | Surface      |                     | Adversaire          | Rang   | Tour           | Score          | Tableau |
| -- | ------ |  | ------------ | ----- | ------------ | ------------------- | ------------------- | ------ | -------------- | -------------- | ------- |
| 1  | no 75  |  | Dubaï        | 2009  | Dur          |                     | Svetlana Kuznetsova | no 7   | 1/16           | 6-4, 3-6, 6-0  | Tableau |
| 2  | no 29  |  | Sydney       | 2010  | Dur          |                     | Vera Zvonareva      | no 9   | 1/16           | 3-3 ab.        | Tableau |
| 3  | no 49  |  | Cincinnati   | 2010  | Dur          |                     | Francesca Schiavone | no 8   | 1/16           | 6-4, 6-4       | Tableau |
| 4  | no 56  |  | Charleston   | 2011  | Terre battue |                     | Samantha Stosur     | no 5   | 1/8            | 6-4, 6-1       | Tableau |
| 5  | no 36  |  | Eastbourne   | 2013  | Gazon        |                     | Li Na               | no 6   | 1/4            | 7-64, 6-3      | Tableau |
| 6  | no 24  |  | New Haven    | 2013  | Dur          |                     | Angelique Kerber    | no 10  | 1/8            | 6-2, 6-4       | Tableau |
| 7  | no 118 |  | Doha         | 2016  | Dur          |                     | Simona Halep        | no 4   | 1/16           | 6-71, 6-4, 6-1 | Tableau |
| 8  | no 85  |  | Charleston   | 2016  | Terre battue |                     | Belinda Bencic      | no 10  | 1/16           | 6-1, 6-1       | Tableau |
| 9  | no 53  |  | Eastbourne   | 2016  | Gazon        |                     | Belinda Bencic      | no 8   | 1/16           | 7-64, 7-65     | Tableau |
| 10 | no 15  |  | Indian Wells | 2017  | Dur          |                     | Angelique Kerber    | no 2   | 1/8            | 6-3, 6-3       | Tableau |
| 11 | no 15  |  | Indian Wells | 2017  | Dur          | Svetlana Kuznetsova | no 8                | Finale | 6-76, 7-5, 6-4 |                | Tableau |
| 12 | no 23  |  | Dubaï        | 2018  | Dur          |                     | Jeļena Ostapenko    | no 6   | 1/8            | 6-1, 7-66      | Tableau |